# Жилаль, Фадель
Фадель Жилаль (араб.  فاضل جلال‎; род. 4 марта 1964, Касабланка, Марокко) — марокканский футболист, защитник.

## Карьера

### Клубная карьера
Во взрослом футболе дебютировал в 1982 году в клубе «Видад», за который выступал на протяжении всей своей карьеры, продолжавшейся шестнадцать лет.

### Карьера в сборной
В 1986 году был включен в состав национальной сборной Марокко на чемпионате мира в Мексике. В 1991 году дебютировал в официальных матчах в составе сборной Марокко, а в 1992 году участвовал в Кубке африканских наций 1992.
Всего в составе сборной принял участие в 4 матчах.